# TERYT
TERYT (пол. Krajowy Rejestr Urzędowy Podziału Terytorialnego Kraju) — офіційний державний реєстр територіального поділу в Польщі, що знаходиться у віданні Головного статистичного управління (пол. Główny Urząd Statystyczny (GUS)).
TERYT був введений розпорядженням Ради міністрів від 25 грудня 1998 року, опублікованим у Віснику законів № 157 п. 1031. Містить системи:
- ідентифікаторів і назв одиниць адміністративного поділу TERC10
- ідентифікаторів і назв місцевостей SIMC10
- статистичних районів і реєстраційних округів BREC10
- адресної ідентифікації вулиць, нерухомості, будівель і квартир NOBC10.

Ідентифікатори реєстру TERYT є обов'язковим стандартом територіальної ідентифікації для управлінь, що ведуть державні реєстри, звстосовуються в державній статистиці, а також дають можливість інтеграції даних.
Реєстр є гласним. Дані з нього надають воєводські статистичні управління і ГСУ.